# Eulophia emilianae
Eulophia emilianae är en orkidéart som beskrevs av Cecil John Saldanha. Eulophia emilianae ingår i släktet Eulophia och familjen orkidéer. Inga underarter finns listade i Catalogue of Life.